# Аста Сігурдардоттір
Заголовок цієї статті — це ісландське ім'я, де Аста — особове ім'я, а Сігурдардоттір — ім'я по батькові. 
Аста Сігурдардоттір (нар. 1 квітня 1930 — 21 грудня 1971) — ісландська письменниця, художниця, світська левиця і модель XX століття.

## Життєпис
Аста Сігурдардоттір народилась 1930 року, а вперше прославилася в 1951 році, у 20 років, коли її короткий твір було опубліковано в журналі.
Аста була дуже красивою жінкою. За життя ставлення до неї публіки було суперечливим, основне визнання прийшло вже після смерті. Страждала на депресію та алкоголізмом. Спроба вести життя чесної домогосподарки провалилася. Вела богемний спосіб життя. Наклала на себе руки.
У 1985 році побачила світ одна з останніх коротких історій письменниці.

## Особисте життя
Аста Сігурдардоттір мала п'ятьох (за іншими даними, шістьох) дітей від двох шлюбів.
Йоун Даді Бедварссон, гравець ісландської національної збірної з футболу, є онуком Асти.